# Josip Lazarić
Josip Lazarić (Trst, 19. ožujka 1784.— Bela Crkva, 27. siječnja 1859.) bio je hrvatski barun i general Austrijskog Carstva. 

## Životopis
Nakon kraće vojne karijere, bio se 1811. god. povukao se iz vojne službe u činu poručnika, te je potom namješten u austrijsku konzularnu službu u Trstu. Na poziv generala Lavala Nugenta, 1813. god. kao satnik sudjeluje u protufrancuskim akcijama u Istri. Nakon što je na čelu 47 hrvatskih vojnika i 12 husara ušao na područje Istre i ondje privukao lokalne dragovoljce, u značajnijoj borbi kod Lindara 4. rujna 1813. do nogu je potukao  snažnije francuske postrojbe (u borbi je izginulo 40 francuskih vojnika, a oko 900 ih se predalo) i zauzeo grad Pazin.
Sudjeluje u učvršćivanju Austrijske vlasti u Istri od 1815. godine kao zapovjednik Istarske kraljevske bojne. 1834. godine je poslan na službu u Mantovu, a 1839. je zapovjednik utvrde u Kotoru. Umirovljen je 1847. u činu pukovnika.
Opet na poziv generala Lavala Nugenta, u Istri preuzima zapovjedništvo dobrovoljačkih postrojbi (bojna, potom brigada) lojalnih austrijskom carskom dvoru. 1849. godine je promaknut u čin general-bojnika i ponovo umirovljen 1850. godine.